# Anton Baumann (Politiker)
Anton Baumann (* 8. Mai 1848 in Werschetz; † 8. November 1926 in Wien) war ein österreichischer Kommunalpolitiker. Er war von 1894 bis 1918 Bezirksvorsteher des Bezirks Währing in Wien.

Anton Baumann

## Leben
Anton Baumann war der Sohn eines Weinhauers im Banat. Als junger Mann ergriff er den Beruf eines Weinhändlers, kam auf einer seiner Reisen in das Haus des wohlhabenden Weinhauers Karl Ruhrhofer in Währing (Ruhrhofergasse) und heiratete später dessen Tochter Josefine. Ab 1885 war er Mitglied des Gemeindeausschusses des Wiener Vorortes Währing. 1890 wurde er Abgeordneter im Niederösterreichischen Landtag und 1894, nach der Eingemeindung der Vorstädte Bezirksvorsteher von Währing als Nachfolger von Jakob Gerlach.
In seine 25-jährige Amtszeit fielen 1898 die Errichtung des Kaiser-Jubiläums-Stadttheaters, 1906 der Neubau des Währinger Gymnasiums in der Klostergasse, 1910 die Erweiterung des Türkenschanzparks  und als wesentlicher Beitrag der Ausbau der Kanalisation in Währing.
Er überlebte ein Attentat, als ein wegen ständiger Trunkenheit entlassener Totengräbergehilfe mehrere Schüsse auf ihn und einen zufälligen Begleiter abgab. Der Begleiter starb noch am Tatort.
Für seine  Verdienste wurde er zum Kaiserlichen Rat ernannt. An ihn erinnern Marmortafeln im Währinger Amtshaus und in der Volksoper und der Anton-Baumann-Park am Währinger Gürtel, in dem der Wasserturm der Kaiser-Ferdinands-Wasserleitung steht, ist nach ihm benannt.
Sein Grab befindet sich am Neustifter Friedhof.